# US Open i tennis 2019
US Open i tennis 2019 spelades från och med den 26 augusti till och med den 8 september på USTA Billie Jean King National Tennis Center i Flushing Meadows Park, New York. Tävlingen var den 139:e i ordningen och den sista av de fyra Grand Slam-turneringarna för året.